# Роуланд (Северна Каролина)
Роуланд (енгл. Rowland) град је у америчкој савезној држави Северна Каролина.

## Демографија
По попису из 2010. године број становника је 1.037, што је 109 (-9,5%) становника мање него 2000. године.
| Група             | 2000.       | 2010.       |
| Белци             | 306 (26,7%) | 215 (20,7%) |
| Афроамериканци    | 779 (68,0%) | 729 (70,3%) |
| Азијати           | 0 (0,0%)    | 0 (0,0%)    |
| Хиспаноамериканци | 4 (0,3%)    | 17 (1,6%)   |
| Укупно            | 1.146       | 1.037       |